# Octopus (álbum)
Octopus es el cuarto álbum de la banda de rock progresivo británica Gentle Giant, publicado en 1972.
Sería el último álbum de la banda con el miembro fundador Phil Shulman y el primero con el nuevo baterista John Weathers, quien se quedaría en la banda hasta su disolución en 1980. Octopus es aún hoy un ejemplo muy valorado del género de rock progresivo y es generalmente considerado como el inicio del periodo cumbre de la banda.

## Lista de temas
Todas las canciones escritas y compuestas por Kerry Minnear y Ray Shulman; letras escritas por Derek Shulman y Phil Shulman (según el remix de 2015 de Steven Wilson). 
| Lado A |                         |                                                         |          |  |
| N.º    | Título                  | Voz principal                                           | Duración |  |
| 1.     | «The Advent of Panurge» | Kerry Minnear, Derek Shulman, Phil Shulman              | 4:41     |  |
| 2.     | «Raconteur Troubadour»  | Derek Shulman                                           | 4:01     |  |
| 3.     | «A Cry for Everyone»    | Derek Shulman                                           | 4:04     |  |
| 4.     | «Knots»                 | Phil Shulman, Kerry Minnear, Derek Shulman, Ray Shulman | 4:11     |  |

| Lado B |                             |                             |          |  |
| N.º    | Título                      | Voz principal               | Duración |  |
| 5.     | «The Boys in the Band»      | (instrumental)              | 4:34     |  |
| 6.     | «Dog's Life»                | Phil Shulman                | 3:11     |  |
| 7.     | «Think of Me with Kindness» | Kerry Minnear               | 3:34     |  |
| 8.     | «River»                     | Derek Shulman, Phil Shulman | 5:53     |  |